# Тисамен Элейский
Тисамен Элейский (= Элидский) (др.-греч. Τεισαμενός) — древнегреческий провидец из Элиды, из рода Иамидов, живший в V в. до н. э. Благодаря оракулу из Дельф получил спартанское гражданство и в качестве жреца-прорицателя при царях помог лакедемонянам одержать пять великих побед. Вероятно, именно он был жрецом в греческом войске в битве при Платеях. Основные сведения о Тисамене Элейском содержатся в «Истории» Геродота и в «Описании Эллады» Павсания.